# Ellerman (Mondkrater)
Ellerman ist ein Einschlagkrater auf der Mondrückseite im Randgebiet des Mare Orientale, er liegt westlich der Gebirgskette Montes Cordillera.
Der nördliche Kraterrand ist von einem kleineren Einschlag überlagert.
Im Inneren des Kraters gibt es einen ungefähr 1,18 km hohen Zentralberg.
Die Entstehungszeit des Kraters fällt in das Eratosthenische Zeitalter.

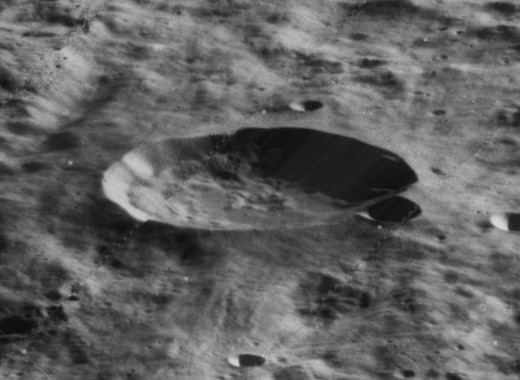
Schrägansicht, westliche Blickrichtung (Lunar Orbiter 5)

Der Krater wurde 1970 von der IAU nach dem US-amerikanischen Astronomen Ferdinand Ellerman offiziell benannt.
Ein ehemals mit  Ellerman Q bezeichneter Nebenkrater wurde 1991 in Konoplev umbenannt, so dass es nun keine Nebenkrater zu Ellerman gibt.